# DG Весов
DG Весов (лат. DG Librae) — одиночная переменная звезда в созвездии Весов на расстоянии (вычисленном из значения параллакса) приблизительно 5759 световых лет (около 1766 парсеков) от Солнца. Видимая звёздная величина звезды — от +14,5m до +13,3m.

## Характеристики
DG Весов — красная пульсирующая полуправильная переменная звезда (SR) спектрального класса M. Эффективная температура — около 3405 К.